# Bisbat de Léon

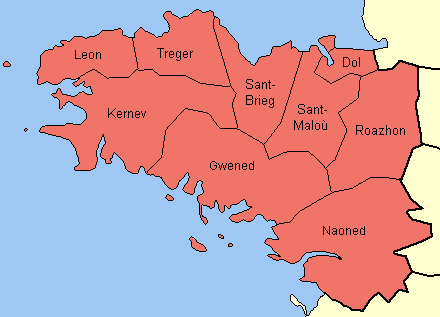
Les diòcesis històriques de Bretanya abans de la Revolució Francesa.

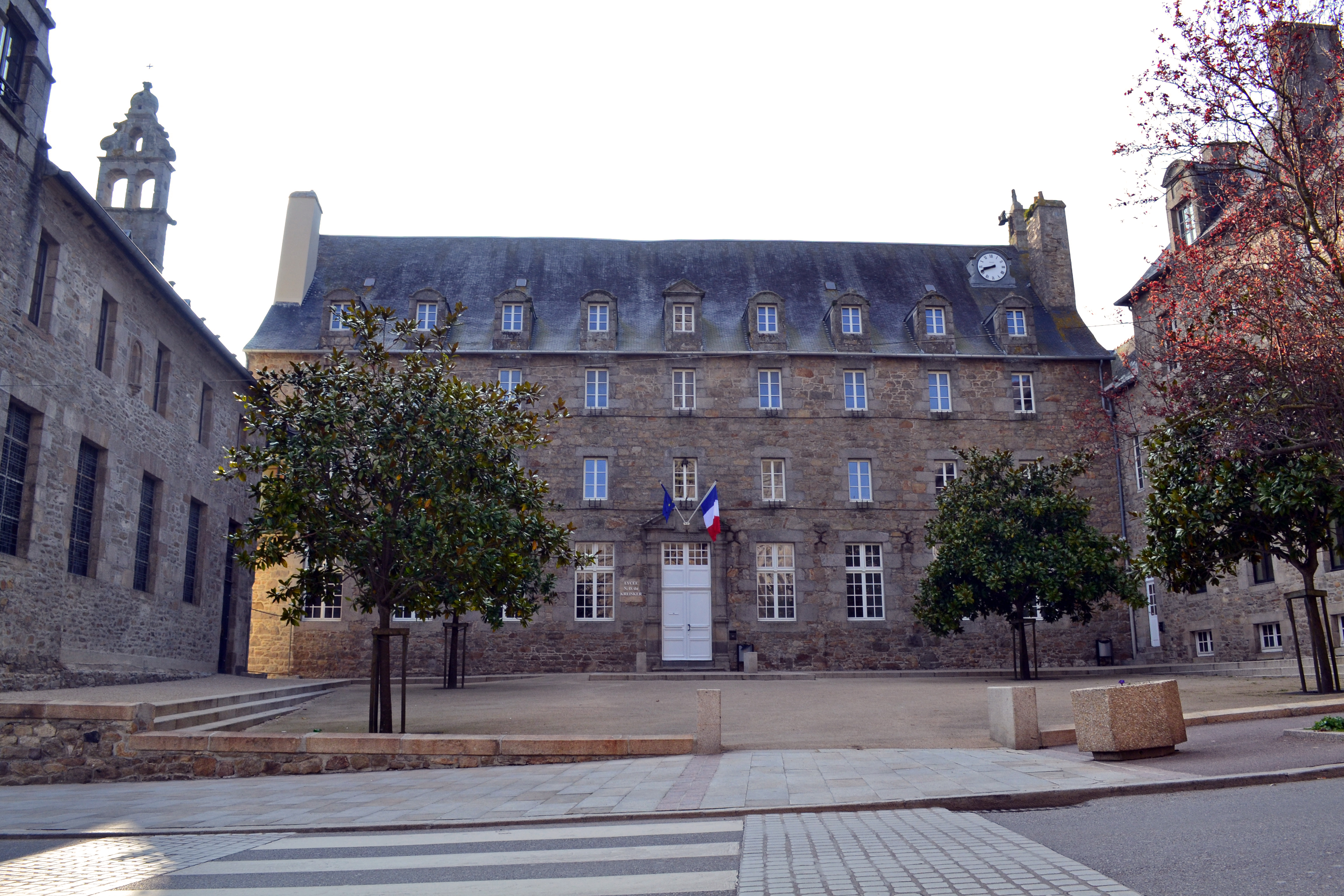
L'antic seminari de Saint-Pol-de-Léon, construït el 1708, avui seu del lycée du Kreisker.

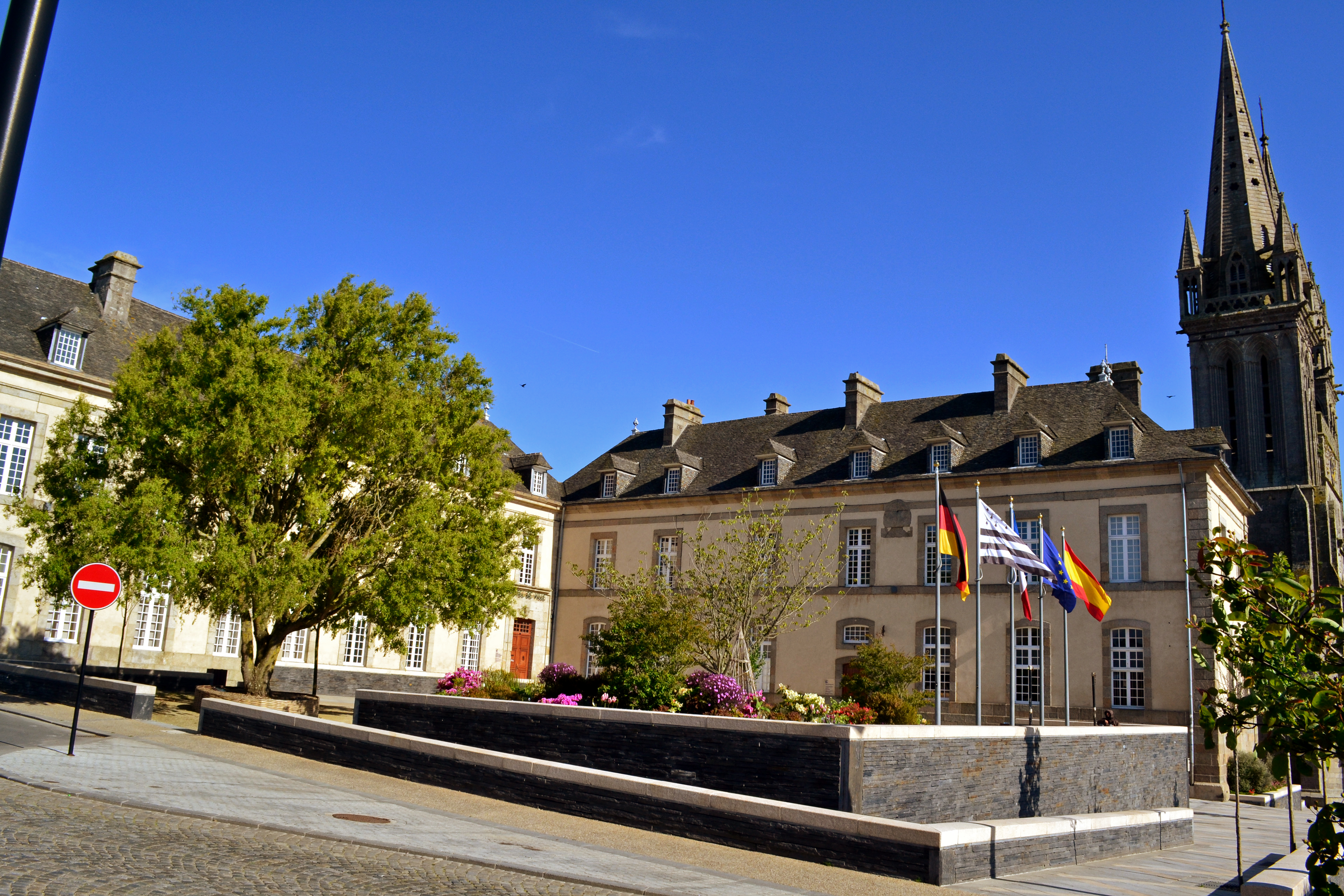
El darrer palau episcopal de Saint-Pol-de-Léon, acabat el 1706 i engrandit el 1750, avui Hôtel de ville.

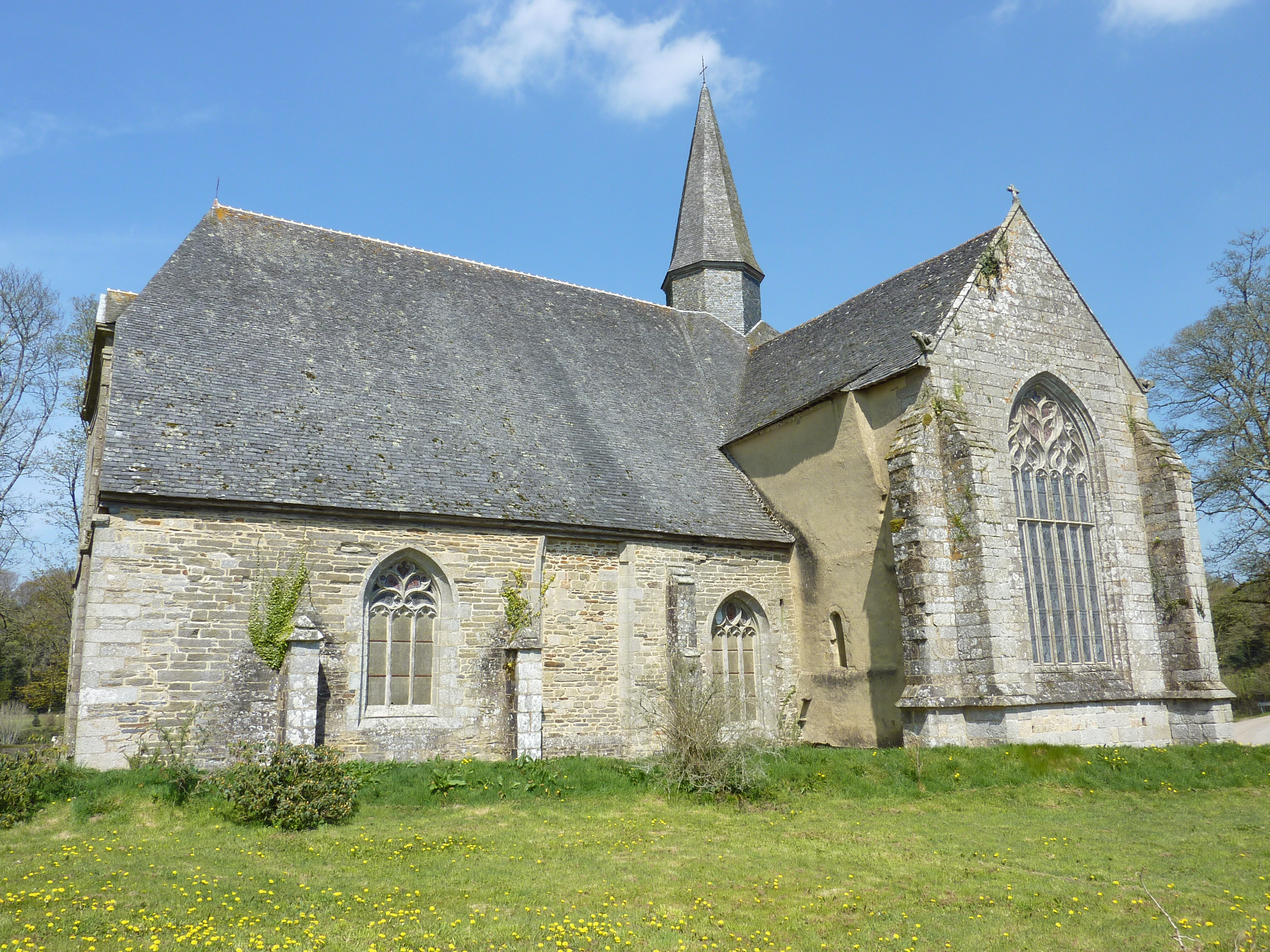
L'església abacial del Relec, fundada vers el 1132.

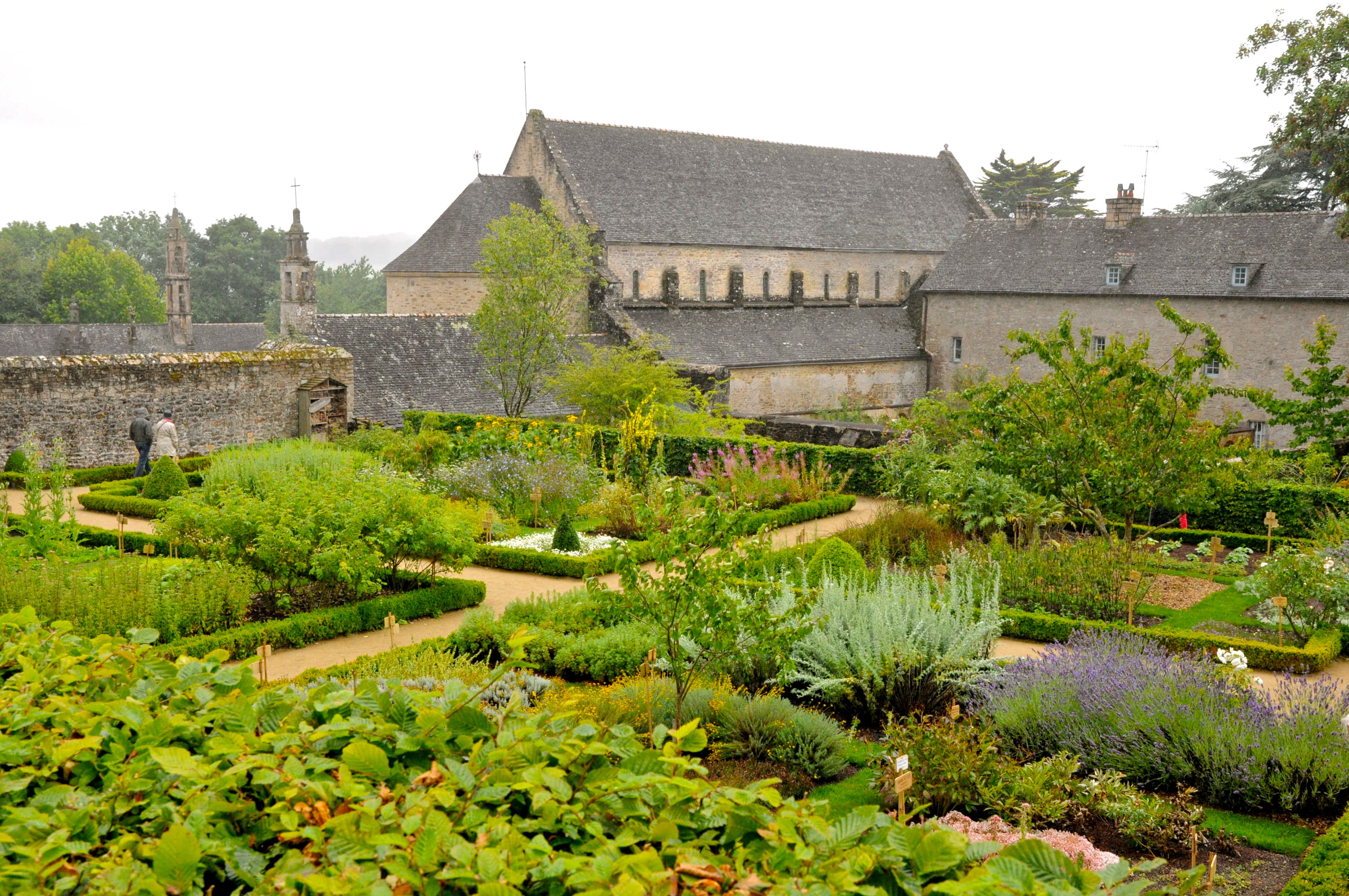
L'abadia de Notre-Dame de Daoulas, fundada el 1173.

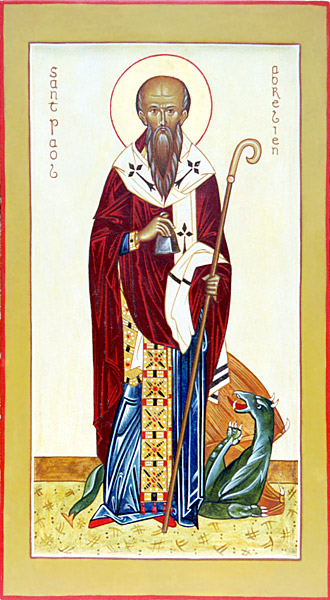
Icona moderna de sant Pau Aurelià, que la tradició sosté com a fundador de la diòcesi.

El bisbat de Leon (francès: Diocèse de Léon, llatí: Dioecesis Leonensis) és una seu suprimida de l'Església Catòlica a França.

## Territori
La diòcesi abraçada part de la Bretanya; s'estenia per sobre del Bro Leon, que avui correspon a la part septentrional del departament de Finistère. Estava limitat al nord i a l'oest pel mar, a l'est amb la diòcesi de Tréguier i al sud amb la de Quimper.
La seu episcopal era la ciutat de Saint-Pol-de-Léon, on l'església de Sant Pau servia de catedral.
En 1745, la diòcesi comptava amb 85 parròquies, agrupades en tres ardiaconats : Lleó, Kemenet-ily i Ac'h.
També hi havia 2 abadies masculines, la de Relec (a Plounéour-Ménez) i la de Daoulas, i 9 priorats.

## Història
El període de l'evangelització de Bretanya és incert, probablement tardà en comparació amb la resta de la Gàl·lia. A l'arribada dels bretons en el segle vi, no és clar si hi havia una organització eclesiàstica en el territori; si van importar-ho de les Illes Britàniques el sistema, impostat sobre monestirs regits per bisbes-abats. El primer bisbe conegut, i d'acord amb la tradició del fundador de la diòcesi de Lleó, va ser sant Pau Aurelià (conegut pel nom de Pol), abat del monestir que va fundar a l' oppidum que després va prendre el seu nom, Castel-Paol, i el qual es va convertir en una seu episcopal.
D'acord amb la "Vita" escrita el 884, sant Pau va sol·licitar del rei merovingi Khildebert I, amb el suport del compte bretó Withur, l'erecció d'una diòcesi en els països de Lleó i d'Achm, i va ser consagrat bisbe a París. Va viure més de cent anys i en la vellesa, amb ganes de retirar-se a la vida monàstica, va triar 3 coadjutors, Iahoevius i Tigernomaglus, que van governar la diòcesi per un curt temps, i Cetomerinus que li va sobreviure i va governar la diòcesi després de la seva mort.
Louis Duchesne suggereix que la diòcesi de Sant-Pol és la continuació de la diòcesi dels osismis, la civitas a la Gàl·lia Lugdunense (ara Carhaix) apareix a la Notitia Galliarum de principis del segle v. Segons l'historiador els bisbes bretons podrien pertànyer a aquesta antiga diòcesi que hi eren presents, però sense especificació de pertinença a la seu, als concilis d'Angers de 453 i Vannes, al voltant del 465.
Després de la invasió dels normands al segle x la diòcesi de Lleó s'ajustà a les disposicions de Roma; la diòcesi monàstica va desaparèixer, els límits de les diòcesis bretones van quedar definitivament fixats. La diòcesi de Léon es va dividir en tres ardiaconats: Léon, Kemenet-Ily i Ac'h.
Al segle xiii es va iniciar la construcció de la catedral de Saint-Pol-de-Léon. El 1687, segons els decrets del Concili de Trento, el bisbe Pierre Le Neboux de la Brousse va establir el seminari diocesà.
L'últim bisbe va ser Jean-François de La Marche, que es va oposar a la seva renúncia i es va refugiar a Londres, on va morir el 1807. Amb la promulgació de la constitució civil del clergat (1790), les diòcesis franceses es van reorganitzar, creant una diòcesi per a cada departament. L'1 de novembre de 1790 a la catedral de Quimper va ser elegit el primer bisbe de Finisterre, Louis-Alexandre Expilly de la Poipe, pertanyent al clergat de Saint-Pol-de-Léon ha elegit. Seria guillotinat el maig de 1794.
La diòcesi va ser suprimida seguint el concordat amb la butlla Qui Christi Domini del Papa Pius VII del 29 de novembre de 1801, i el seu territori va ser incorporat al de la diòcesi de Quimper.
El 23 de novembre de 1853, s'autoritzà els bisbes de Quimper a afegir al seu títol el de la seu suprimida de Saint-Pol de Léon.

## Cronologia episcopal
- San Pau Aurelià † (vers 529 - 12 de març de 575 mort)
- Iahoevio †
- Tigernomaglo †
- Cetomerino †[6]
- Liberale † (? - vers 848 deposat)
- Clutwoion † (meïtat del segle ix)
- Liberale † (citat el 866 vers) (per segona vegada)
- Hinworet † (citat el 884)[7]
- Hoctron o Hesdren[8] † (? - 940 nomenat bisbe de Nantes)
- Conan † (? - vers 945 mort)
- Giacomo I † (vers 945 - vers 950 mort)
- Mabbo † (abans de 954 - vers 960 renuncià)
- Hoctron o Hesdren † (per segona vegada)[9]
- San Paulí ? † (segle x)[10]
- Dredcando ? † (citat el 990)[11]
- Eude ? † (vers 995 - després de 1019)[12]
- Salomon I † (abans de 1028/1032 - després de 1040)[13]
- Omnes † (abans de 1031/1038[14] - després de 1081)
- Jacques II † (vers 1099 - ?)
- Pierre de Gualon † (abans de 1112 - després de 1128)
- Guy I † (citat el 1145)
- Salomon II † (citat el 1149)
- Hamon † (abans de 1157 - 25 de febrer de 1171 o 1172 mort)
- Barthélemy † (vers 1174 - ?)
- Guy II † (citat el 1179)
- Yves Le Touil † (vers 1180 - 1186 mort)
- Jean † (abans de 1202 - després de 1225)
- Derrien † (abans de 1234 - 1237 renuncià)
- Guy III † (1238 - després de 1246)
- Yves † (1262 - després de 1272)
- Guillaume de Léon † (abans de 1303 - després de 1306)
- Guillaume de Kersauzon † (abans de 1324 - 1327 mort)
- Pierre Bernard † (18 de maig de 1328 - 14 de juliol de 1349 nomenat bisbe de Saint-Malo)
- Guillaume Ouvrouin (de Rochefort) † (11 de maig de 1349[15] - després de 1373 renuncià)
- Guy Le Barbu † (22 de març de 1385 - 5 de desembre de 1410 mort)
- Alain de Kerazred (de la Rue) † (7 de gener de 1411 - 18 de setembre de 1419 nomenat bisbe de Saint-Brieuc)
- Philippe de Coëtquis † (16 d'octubre de 1419 - 30 de juliol de 1427 nomenat arquebisbe de Tours)
- Jean de Saint-Léon Validire, O.P. † (30 de juliol de 1427 - 29 d'octubre de 1432 nomenat bisbe de Vannes)
- Ollivier du Tillay † (29 d'octubre de 1432 - 4 de juliol de 1436 nomenat bisbe de Saint-Brieuc)
- Jean Prigent † (4 de juliol de 1436 - 27 de febrer de 1439 nomenat bisbe de Saint-Brieuc)
- Guillaume Le Ferron † (20 de març de 1439 - 1472 mort)
- Vincent de Kerléau, O.Cist. † (4 de maig de 1472 - 30 d'octubre de 1476 mort)
- Michel Guibé † (24 de gener de 1477 - 14 de gener de 1478 nomenat bisbe de Dol)
- Thomas James † (14 de gener de 1478 - 29 de març de 1482 nomenat bisbe de Dol)
- Alain Le Maout † (29 de març de 1482 - 8 de març de 1484 nomenat bisbe de Quimper)
- Antoine de Longueil † (5 de maig de 1484 - 25 d'agost de 1500 mort)
- Jean d'Epinay † (25 de setembre de 1500 - 1503 mort)
- Jean-Jacques de Kermavan † (29 de novembre de 1503 - 1514 mort)
- Guy Le Clerc, O.S.A. † (29 de març de 1514 - 1521 renuncià)
- Christophe de Chauvigné † (3 de juny de 1521 - 1554 renuncià)
- Roland de Chauvigné † (6 d'abril de 1554 - 1562 renuncià)
- Roland de Neufville † (15 d'octubre de 1563 - 5 de febrer de 1613 mort)
  - Sede vacante (1613-1619)
- René de Rieux de Sourdéac † (18 de març de 1619 - 31 de maig de 1635 deposat)
  - Charles Talon † (28 d'agost de 1635 - 1639 renuncià) (no confirmat)
- Robert Cupif † (16 de gener de 1640 - 13 de novembre de 1652 nomenat bisbe de Dol)[16]
  - René de Rieux de Sourdéac † (d'octubre de 1648 - 8 de març de 1651 mort) (per segona vegada, il·legítim)
- Henri de Laval de Boisdauphin † (19 de juny de 1651 - 21 de novembre de 1661 nomenat bisbe de La Rochelle)
  - Sede vacante (1661-1665)
- François de Visdelou † (27 de juliol de 1665 - 18 de maig de 1668 mort)
  - Sede vacante (1668-1671)
- Jean de Montigny † (24 d'agost de 1671 - 26 de setembre de 1671 mort)[17]
- Pierre Le Neboux de la Brousse † (12 de setembre de 1672 - 18 de setembre de 1701 mort)
- Jean Louis de La Bourdonnaye † (6 de febrer de 1702 - 22 de febrer de 1745 mort)
- Jean-Louis Gouyon de Vaudurand † (23 d'agost de 1745 - 7 de maig de 1763 renuncià)
- Jean-François d'Andigné de la Chasse † (18 de juliol de 1763 - 27 de juliol de 1772 renuncià)
- Jean-François de La Marche † (7 de setembre de 1772 - 28 de novembre de 1807 mort)[18]
  - Seu suprimida